# Tanneberg (Arnsdorf)
Der Tanneberg ist eine Erhebung nördlich von Arnsdorf im Landkreis Bautzen in Sachsen.
Seine Höhe beträgt 302 m. Der Fernwanderweg Lausitzer Schlange führt über die Bergkuppe.

## Der Gedenkstein
In den 1960er Jahren ließ die einst in Arnsdorf wirkende Kantorin Susanne Wagner, Tochter des Heimatforschers F. B. Störzner, einen Gedenkstein mit folgendem Originaltext errichten:
Es soll der Stein für lange Zeit
künden von Krieg und Herzensleid.
Was unser war an Stolz und Glück
Ach, nimmermehr kehrt es zurück.
Der Heimat Berg, der Heimat Tal,
grüßt sterbend er zum letzten Mal
und liegt in Frankreichs Erde tief.
Dieweil er letzte Ruhestatt,
im Herzen seiner Mutter hat.
Götz-Eberhard Wagner
Geb. 6.11. 1926, vermisst 12.1. 1945

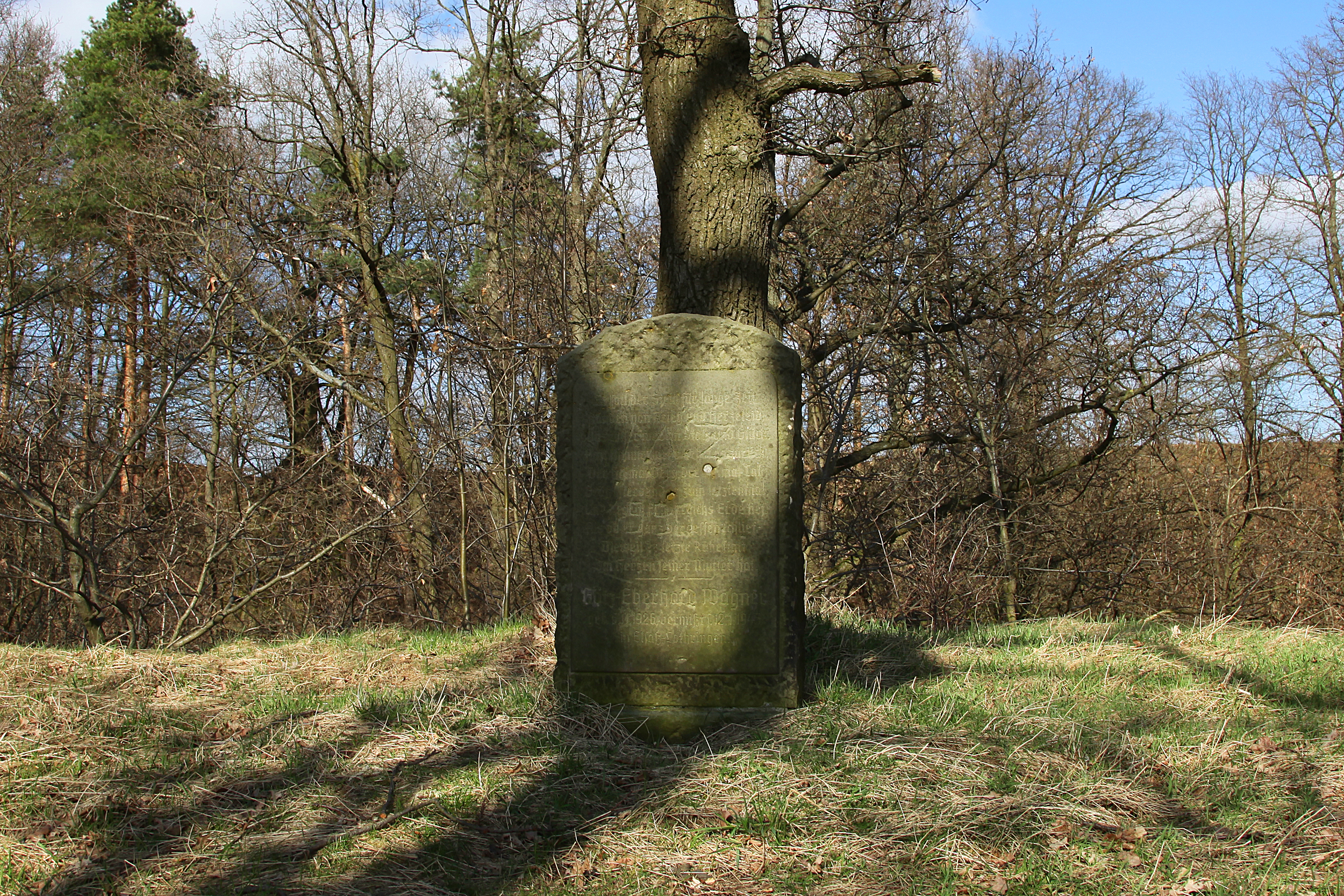
Gedenkstein Tanneberg Arnsdorf

Der Stein sollte an Susanne Wagners im Krieg verschollenen Sohn erinnern.